# Hippocrate

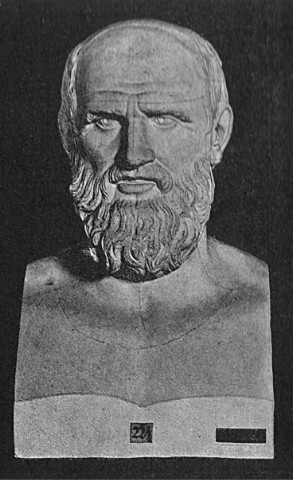
Hipocrat din Cos - Bust aflat în "Galleria degli Uffizi", Florența.

Hipocrat, Hipocrate sau Hippocrates din Kos (n. 460 î.Hr., Kos, Administrația descentralizată a Mării Egee⁠⁠(d), Grecia – d. 370 î.Hr., Larisa, Grecia) a fost cel mai vestit medic al Greciei antice și considerat „părintele medicinei” ca recunoaștere a contribuțiilor sale ca fondator al Școlii Hipocratice de Medicină, prin care a  stabilit medicina ca profesie distinctă de alte domenii, precum teurgie și filozofie.. Jurământul lui Hipocrat a devenit codicele moral al unui medic în exercitarea profesiunii, jurământ prestat și în zilele noastre în multe universități (inclusiv UMF) de către absolvenții facultăților de medicină.

## Biografie

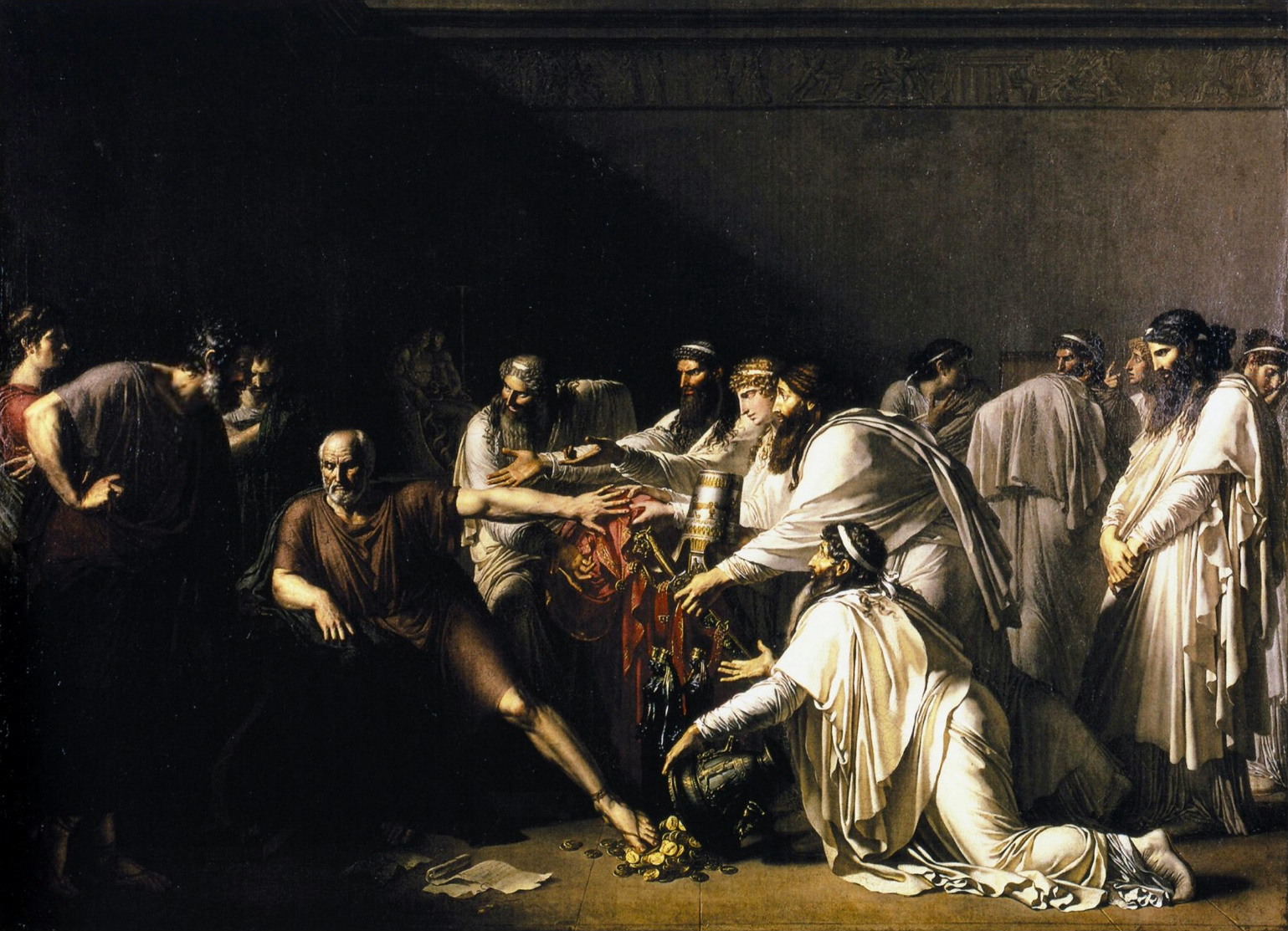
Hippocrate refuză cadouri din partea împăratului ahemenid Artaxerxes, care i-a cerut servicii. Pictură de Girodet.

Se admite că Hippocrate s-a născut în anul 460 î.e.n. pe insula greacă Kos, deși sunt și alte presupuneri.
Soranus din Efes, medic grec din secolul 2,, primul biograf al lui Hippocrate este sursa celor mai multe informații personale despre el. Biografi mai târzii găsim în  enciclopedia Suda (sec. 10 e.n.), și în lucrările lui Ioan Tzetzes, „Politica” lui Aristotel, (sec. 4 e.n.)
După Soranus, Hippocrates a fost fiul lui Heraclide,  medic, și al Praxitelei, fiica lui Tizane. Cei doi fii ai lui Hippocrates, Tessalus și Draco, și ginerele său, Polybus, i-au fost studenți. Celebrul medic Galenus, susține că adevăratul succesor a lui Hippocrates, a fost Polybus  , iar Tessalus și Draco au avut fiecare un fiu pe nume Hippocrate (Hippocrate al III-lea și al IV-lea).. Soranus a mai susținut că Hippocrate a învățat medicina de la tatăl și bunicul său (Hippocrates I), și a studiat și alte subiecte cu Democrit și Gorgias. Hippocrate a făcut practică, probabil, la templul de vindecare din Kos și a luat lecții de la medicul trac Herodicos din Selimbria. Platon îl menționează pe Hippocrate în două din dialogurile sale: în Protagoras, Platon îl descrie pe Hippocrate ca „Hippocrate de Kos, Asclepiadul⁠(d)”; pe când în Phaidros, Platon sugerează că „Hippocrate Asclepiadul” gândea că o cunoaștere completă a naturii corpului este necesară pentru medicină. Hippocrate a predat și practicat medicina de-a lungul vieții și a călătorit cel puțin până la Tesalia, Tracia și Marea Marmara. 
A murit, probabil, în Larisa, la vârsta de 83, 85 sau 90 de ani, deși sunt presupuneri că a trăit peste 100de ani.

## Teoria hipocratică
Se cunoaște foarte puțin despre ce a gândit, a scris și a făcut Hippocrate, considerat ca model de perfecțiune al medicului antic. I se atribuie progresul mare în studiul sistematic al medicinei clinice, rezumând cunoașterea medicală a școlilor precedente și prescriind practici pentru medici prin Corpusul hipocratic.. Realizările practicienilor medicinei hipocratice și acțiunile lui Hippocrate însuși au fost adesea amestecate.
I se atribuie lui Hippocrate faptul de a fi prima persoană care a crezut că bolile au cauze naturale, ce nu țin de superstiții și zei. Discipolii lui Pitagora au pus pe seama lui Hippocrate alierea filosofiei și medicinei. A separat disciplina medicinei de religie, crezând și susținând că boala nu este o pedeapsă dată de zei, ci mai degrabă produsul unor factori de mediu, a dietei și a obiceiurilor de viață. Într-adevăr, nu există nici o singură mențiune cu privire la vreo boală mistică în Corpusul hipocratic. În orice caz, Hippocrate a lucrat cu multe convingeri care s-au pe bazat pe ceea astăzi este cunoscută drept fiziologie și anatomie incorectă, cum este umorismul.
Școlile grecești antice de medicină erau împărțite (în knidiană și koană) în privința felului în care să trateze problema bolilor. Școala knidiană de medicină s-a concentrat pe diagnostic. Medicina din timpul lui Hippocrate nu cunoștea aproape nimic despre anatomia și fiziologia umană din cauza tabuului grecesc care interzicea disecția oamenilor. Prin urmare, școala knidiană a eșuat în a distinge atunci când o boală cauzează multe posibile serii de simptome. Școala hipocratică sau școala Koan a obținut un mai mare succes prin aplicarea de diagnostice generale și tratamente pasive. S-a concentrat pe grija pentru pacient și pronostic, nu pe diagnostic. A putut trata în mod eficient boli și a avut în vedere o mai mare dezvoltare în practica clinică.
Medicina hipocratică și filozofia sa sunt de departe eliminate din medicina modernă. Acum, medicul se concentrează pe diagnostic specific și tratament specializat, ambele fiind adoptate de școala knidiană. Această schimbare în gândirea medicală din zilele lui Hippocrate încoace a cauzat critici serioase în timpul ultimelor două milenii, pasivitatea tratamentului hipocratic fiind subiect de condamnări puternice; de exemplu, doctorul francez M. S. Houdart a numit tratamentul hipocratic „meditație asupra morții”.

### Criza

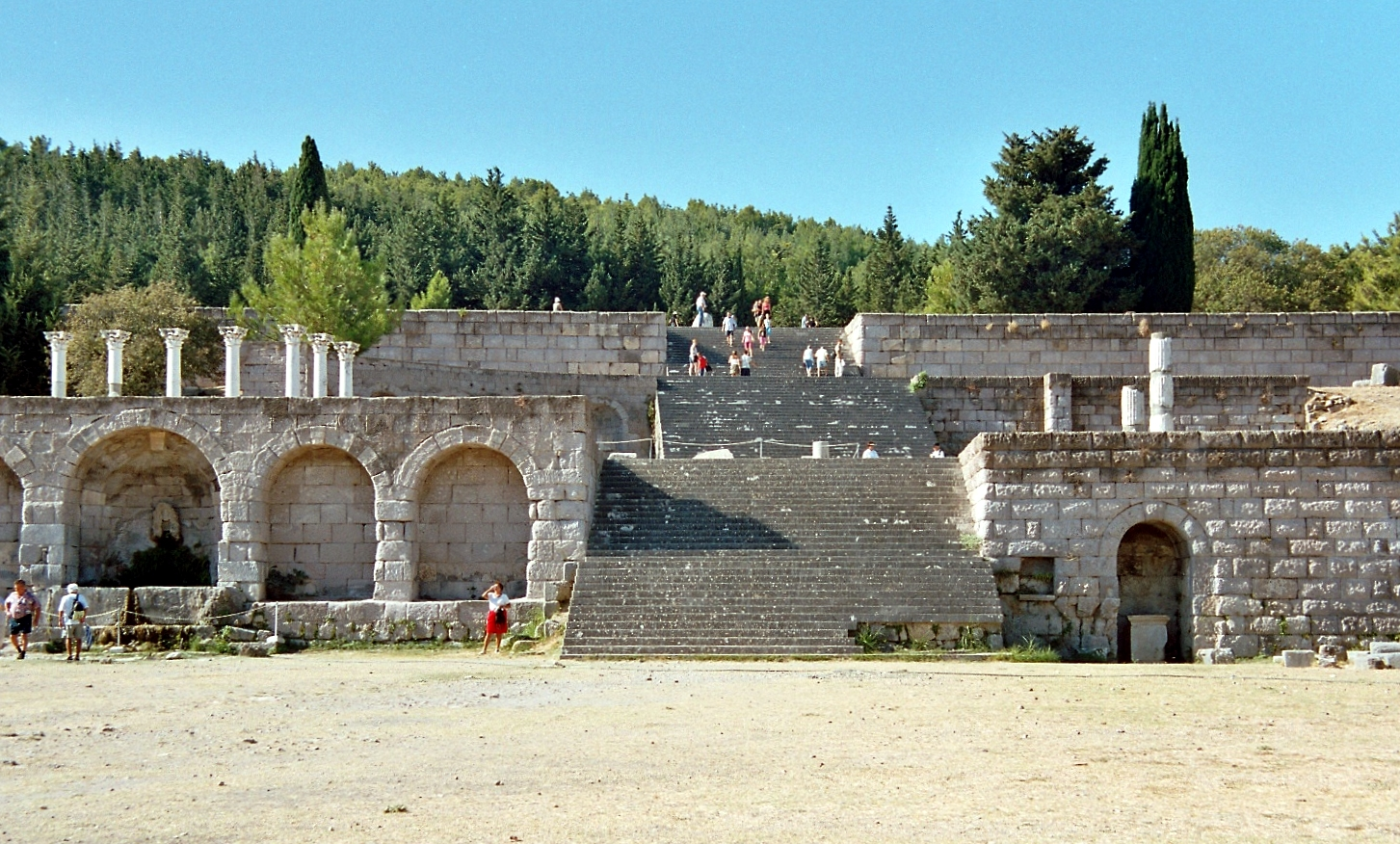
Templele de vindecare din Kos

Un alt concept important din medicina hipocratică a fost cel de criză, un punct al evoluției bolii în care fie boala va începe să triumfe și pacientul va ceda în fața morții, sau se va întâmpla opusul și procesele naturale îl vor face pe pacient să-și revină. După o criză, ar putea urma o recidivare, iar apoi o altă criză decisivă. Potrivit acestei doctrine, crizele tind să aibă loc în zile critice, despre care se credea că sunt o perioadă determinată de după contractarea bolii. Dacă o criză a avut loc într-o zi aflată departe de o zi critică, o recidivare poate fi așteptată. Galen credea că această idee provine de la Hippocrate, deși este posibil să-l fi precedat.
Medicina hipocratică a fost modestă și pasivă. Abordarea terapeutică se baza pe „puterea vindecătoare a naturii” („vis medicatrix naturae” în latină). Potrivit acestei doctrine, corpul conține în el însuși puterea de a reechilibra cele patru umoruri și de a se vindeca (physis). Terapia hipocratică s-a concentrat pur și simplu pe ușurarea acestui proces natural. În acest scop, Hippocrate credea că „odihna și imobilizarea [sunt] de o importanță capitală.” În general, medicina hipocratică era foarte amabilă cu pacientul; tratamentul era blând și punea accent pe faptul ca pacientul să rămână curat și steril. De exemplu, numai apa curată sau vinul erau folosite pentru răni, deși tratamentul „uscat” era preferabil. Uneori erau întrebuințate balsamuri liniștitoare.
Hippocrate a fost ezitant în privința administrării de medicamente și a angrenării într-un tratament specializat ce poate fi ales în mod greșit; terapia generalizată era urmată de un diagnostic generalizat. Tratamentele generalizate pe care le-a prescris includeau postul și consumul unui amestec de miere și oțet. Hippocrate a zis odată că „a mânca când ești bolnav înseamnă a-ți hrăni boala.” Oricum, medicamente puternice erau utilizate cu anumite ocazii. Această abordare pasivă a avut mult succes în tratarea unor probleme simple precum oasele rupte care necesitau contracție pentru întinderea sistemului scheletic și ușurarea presiunii în zona rănită. Banca hipocratică și alte instrumente erau utilizate în acest scop.
Unul dintre punctele tari ale medicinei hipocratice a fost accentul pus pe prognoză. În timpul lui Hippocrate, terapia medicală era foarte imatură și adesea cel mai bun lucru pe care medicii îl putea face era să evalueze boala și să-i prezică progresul bazându-se pe date colectate din istorii detaliate ale cazurilor medicale.

### Profesionism

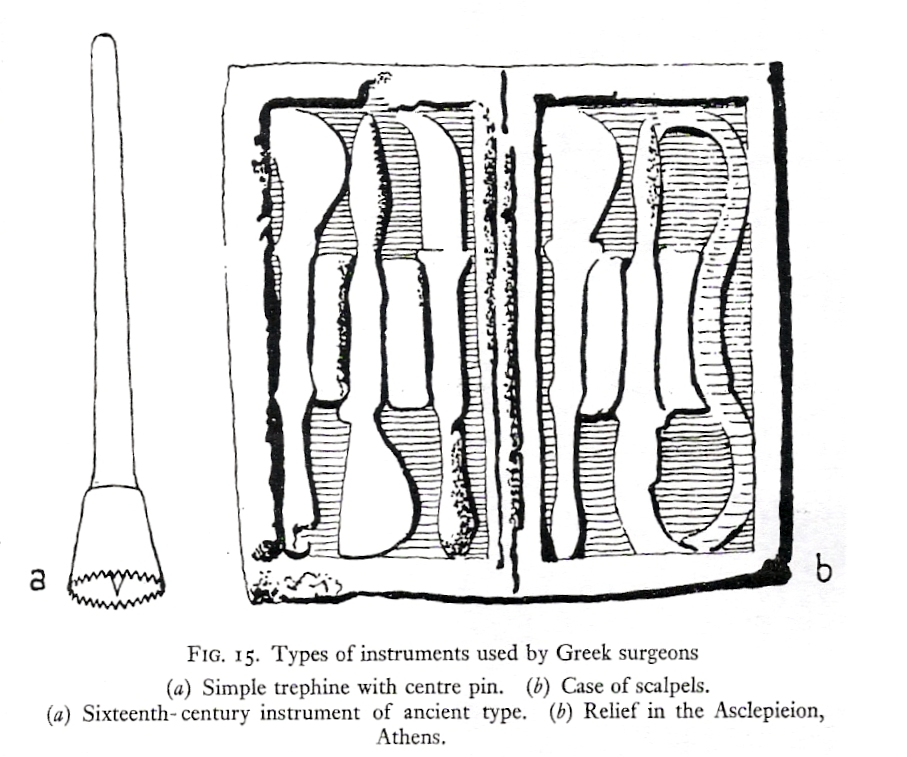
Un număr de instrumente chirurgicale grecești antice. La stânga este un trefin; la dreapta, un set de bisturii. Medicina hipocrată a făcut bun uz de aceste instrumente.

Medicina hipocratică a fost notabilă pentru profesionismul său strict, disciplină și practică riguroasă. Lucrarea hipocratică Despre medic recomandă ca medicii să fie mereu bine îngrijiți, onești, calmi, înțelegători și serioși. Medicul hipocratic a dat atenție minuțioasă tuturor aspectelor practicii sale: a urmat dispoziții detaliate ce țin de „iluminat, personal, instrumente, așezarea pacientului și tehnici de bandajare și de aplicare a atelei” în antica cameră de operație. El chiar și-a menținut unghiile la o lungime precisă.
Școala hipocratică a dat importanță doctrinelor clinice ale observației și documentării. Aceste doctrine dictează că medicii își consemnează descoperirile și metodele lor medicinale într-o manieră foarte clară și obiectivă, astfel încât aceste consemnări pot fi transmise posterității și întrebuințate de alți medici. Hippocrate a făcut însemnări atente și regulate în legătură cu multe simptome precum culoarea feței, pulsul, febra, durerile, mișcarea și excrețiile. A afirmat că a măsurat pulsul unui pacient în timp ce asculta istoria unui caz pentru a descoperi dacă pacientul mințea. Hippocrate a extins observațiile clinice în istoria familiei și în mediul înconjurător. „Pentru el medicina datorează artei inspecției și observației clinice.” Din acest motiv, poate fi mai drept cuvânt numit „Părintele medicinei”.

## Contribuții directe la medicină

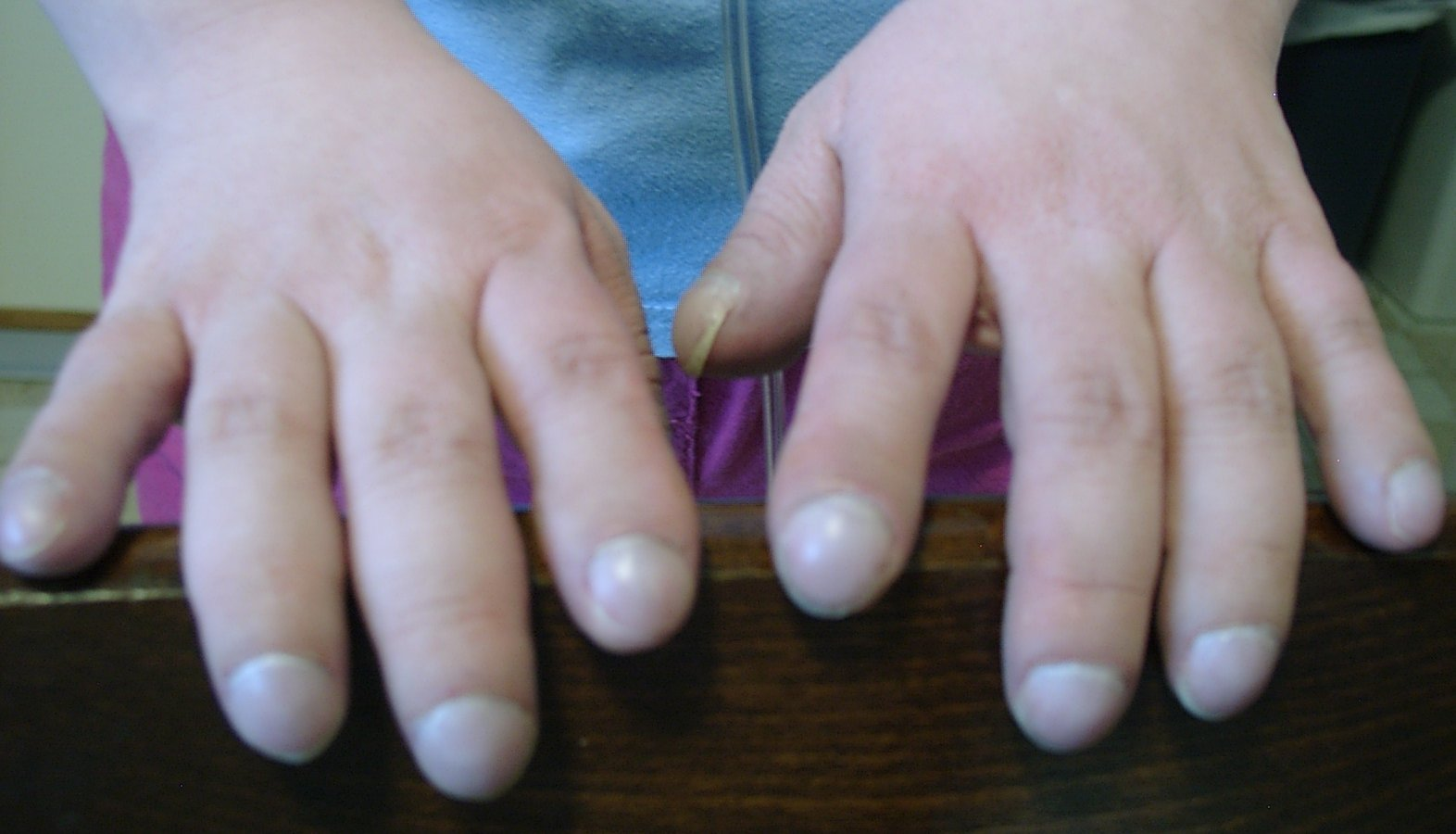
Degetele în sticlă de ceas la un pacient cu sindromul Eisenmenger; descrise pentru prima dată de Hippocrate, degetele în sticlă de ceas sunt de asemenea cunoscute ca „degete hipocratice”.

Hippocrate și urmăritorii săi au fost primii care au descris multe boli și condiții medicale. Este considerat cel care a realizat prima descriere a degetelor în sticlă de ceas, un semn important de diagnostic al unei boli cronice a plămânilor, anume cancerul pulmonar și boala cardiacă cianotică. Din acest motiv, degetele în sticlă de ceas sunt uneori numite „degete hipocratice”. Hippocrate a fost de asemenea primul medic care a descris fața hipocratică⁠(d) în Prognoză. Shakespeare face aluzie foarte bună la această descriere când scrie despre moartea lui Falstaff în Actul II, Scena III din Henric V.
Hippocrate a început să categorizeze bolile în acute, cronice, endemice și epidemice, și să utilizeze termeni precum „exacerbare, recidivare, rezoluție, criză, paroxism, culme și convalescență.” Altă contribuție majoră a lui Hippocrate poate fi găsită în descrierile simptomatologiei, descoperirile fizice, tratamentul chirurgical și prognoza epiemei toraice, adică supurarea căptușelii cavității pieptului. Învățăturile sale rămân relevante pentru studenții contemporani de medicină pulmonară și chirurgie. Hippocrate a fost primul chirurg cardiotoracic documentat, iar descoperirile și tehnicile sale, deși brute, precum utilizarea țevilor de plumb pentru eliminarea peretelui de puroi din piept, sunt încă valabile.
Școala hipocratică de medicină a descris bine indispoziții ale rectului uman și tratamentul acestuia, în ciuda teoriei deficitare a școlii despre medicină. Hemoroizii, de exemplu, deși se credea că sunt cauzați de excesul de bilă și flegmă, erau tratați de medicii hipocratici prin metode relativ avansate. Cauterizarea și extirparea sunt descrise în Corpusul hipocratic, în plus pe lângă metodele preferate: facerea de ligaturi⁠(d) între hemoroizi și uscarea acestora cu fier fierbinte. Alte tratamente precum aplicarea diferitelor alifii sunt sugerate de asemenea. Astăzi, „tratamentul [pentru hemoroizi] încă include arderea, înăbușirea și facerea de incizie.” De asemenea, unele dintre conceptele fundamentale ale proctoscopiei prezentate în Corpus sunt în încă în uz. De exemplu, utilizarea oglinzii rectale, un instrument medical obișnuit, este discutată în Corpusul hipocratic. Aceasta constituie cea mai timpurie referință atestată la endoscopie. Hippocrate a utilizat adesea modificări ale stilului de viață precum dieta și exercițiul pentru a trata boli precum diabetul, ceea ce este în prezent numit medicina stilului de viață. Este adesea citat cu „Lasă mâncarea să-ți fie medicină, și medicina să-ți fie mâncarea” și „Plimbarea este cea mai bună medicină a omului”, oricum citatul „Lasă mâncarea să-ți fie medicină” pare a fi o citare greșită, iar originea sa exactă rămâne necunoscută.
În 2017, cercetătorii au susținut că în timpul restaurărilor de la Mănăstirea Sfânta Ecaterina din Sinaiul de Sud, au găsit un manuscris ce conține o rețetă medicală a lui Hippocrate. Manuscrisul de asemenea conține trei rețete cu imagini cu ierburi ce au fost create de un scrib anonim.

## Corpusul Hipocratic

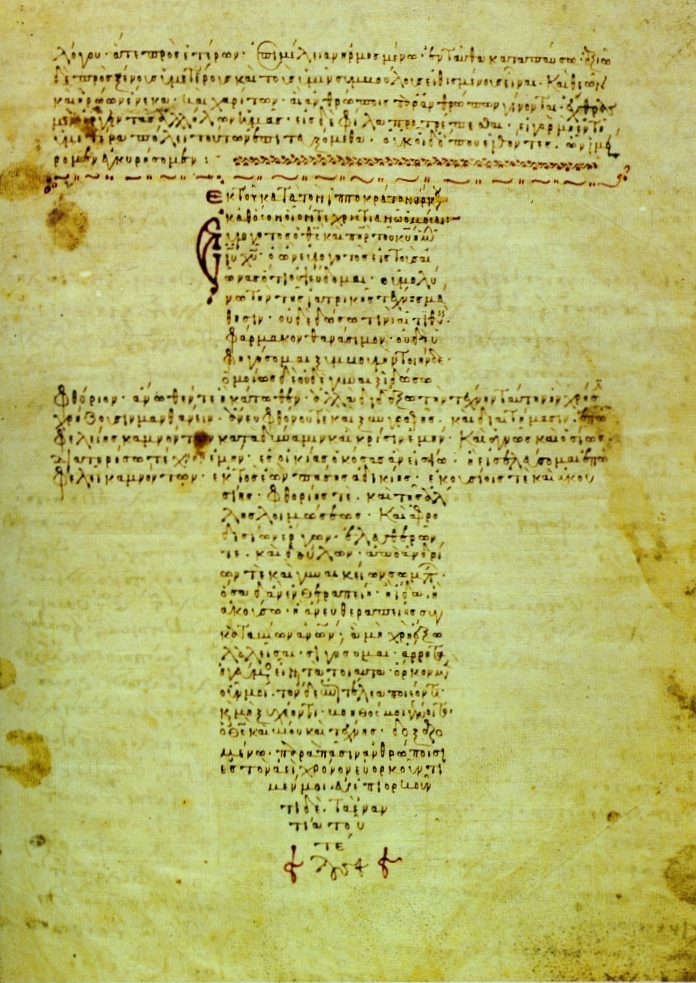
Manuscris bizantin cu Jurământul în forma unei cruci

Corpusul Hipocratic (Latin: Corpus hipocraticum) este o colecție de în jur de șaptezeci de lucrări medicale timpurii colectate în Grecia Alexandriană. Este scris în greaca ionică. La întrebarea dacă Hippocrate însuși a fost autorul tratatelor din corpus nu s-a dat un răspuns concludent, dar actuala dezbatere gravitează în jurul a doar câteva tratate văzute ca fiind potențial scrise de el. Având în vedere varietatea subiectelor, stilurile de scris și data aparentă a alcătuirii, Corpusul Hipocratic nu putea fi scris de o singură persoană (Ermerins numără nouăsprezece autori). Corpusul a ajuns să fie cunoscut după numele său din cauza faimei acestuia; este posibil ca toate lucrările medicale să fi fost atribuite lui 'Hippocrate' de un bibliotecar din Alexandria. Volumele au fost probabil produse de studenții și adepții săi.
Corpusul Hipocratic conține manuale, cuvântări, note și eseuri filosofice pe diferite subiecte din medicină, dar nu într-o ordine anumită. Aceste lucrări au fost scrise pentru diferite audiențe, atât specialiști cât și nespecialiști și au fost uneori scrise din puncte de vedere opuse; contradicții semnificative pot fi găsite în rândul lucrărilor din Corpus. Tratate notabile ale Corpusului sunt Jurământul Hipocratic; Cartea pronosticurilor; Despre regim în bolile acute; Aforisme; Despre aere, ape și locuri; Instrumente de reducere; Despre boala sacră; etc.

### Jurământul Hipocratic
Jurământul Hipocratic, document seminal despre etica practicii medicale, a fost atribuit lui Hipocrate în antichitate, deși noi informații arată că ar fi putut fi scris după moartea sa. Este probabil cel mai renumit document din Corpusul Hipocratic. Recent, autenticitatea autorului documentului a ajuns sub o cercetare atentă. În timp ce Jurământul este rar utilizat în forma sa originală astăzi, servește ca fundament pentru alte jurăminte și legi asemănătoare care definesc morala și practica medicală bună. Asemenea derivate sunt în mod regulat depuse astăzi de absolvenții pe cale să intre în practica medicală.

## Moștenire

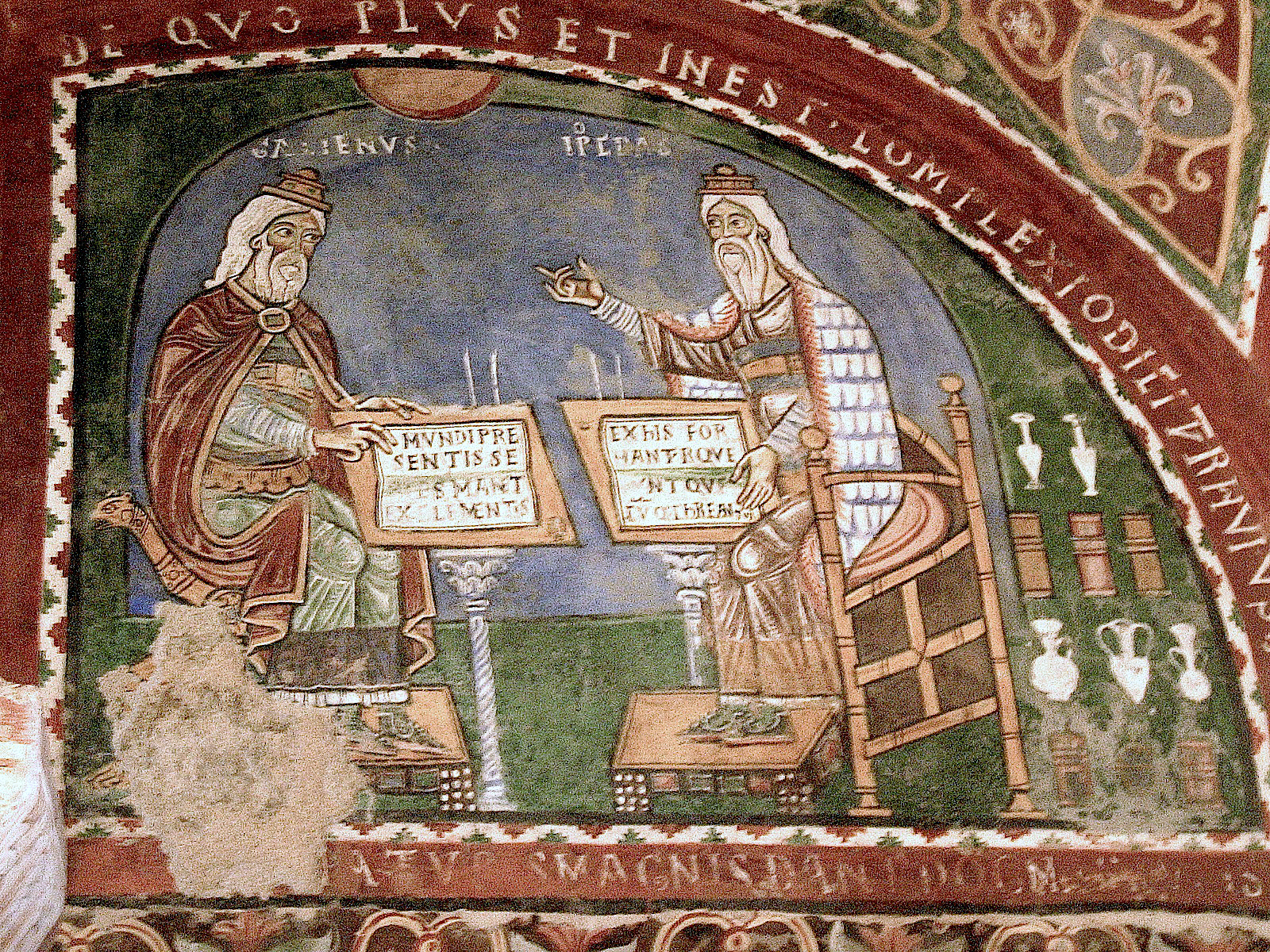
Pictură murală înfățișându-i pe Galenus și Hippocrate. Secolul 12; Anagni, Italia

Hippocrate este considerat pe scară largă „Părintele medicinei”. Contribuțiile sale au revoluționat practica medicinei; dar după moartea sa, progresul a stagnat. Atât de respectat era Hippocrate încât învățăturile sale erau în mare măsură considerate ca fiind prea înalte pentru a fi dezvoltate și nu s-au făcut progrese semnificative pentru o perioadă lungă de timp. Secolele de după moartea lui Hippocrate au fost marcate atât de mișcarea retrogradă cât și de progres adițional. De exemplu, „după perioada hipocratică, practica de a înregistra istorii clinice ale cazurilor a ulterior”, potrivit lui Fielding Garrison.
După Hippocrate, următorul medic de o importanță considerabilă a fost Galenus, grec care a trăit din 129 î.e.n. până în 200 î.e.n. Galenus a perpetuat tradiția medicinei hipocratice, făcând anumite progrese, dar și anumite regrese. În Evul Mediu, lumea islamică a adoptat metodele hipocratice și a dezvoltat noi tehnologii medicale. După Renașterea europeană, metodele hipocratice au fost reînviate în Europa occidentală și s-au extins și mai departe în secolul 19. Personalități de seamă dintre cei care au întrebuințat tehnicile clinice riguroase ale lui Hippocrate au fost Thomas Sydenham, William Heberden, Jean-Martin Charcot și William Osler. Henri Huchard, medic francez, a afirmat că aceste renașteri formează „întreaga istorie a medicinei interne”.

### Imagine

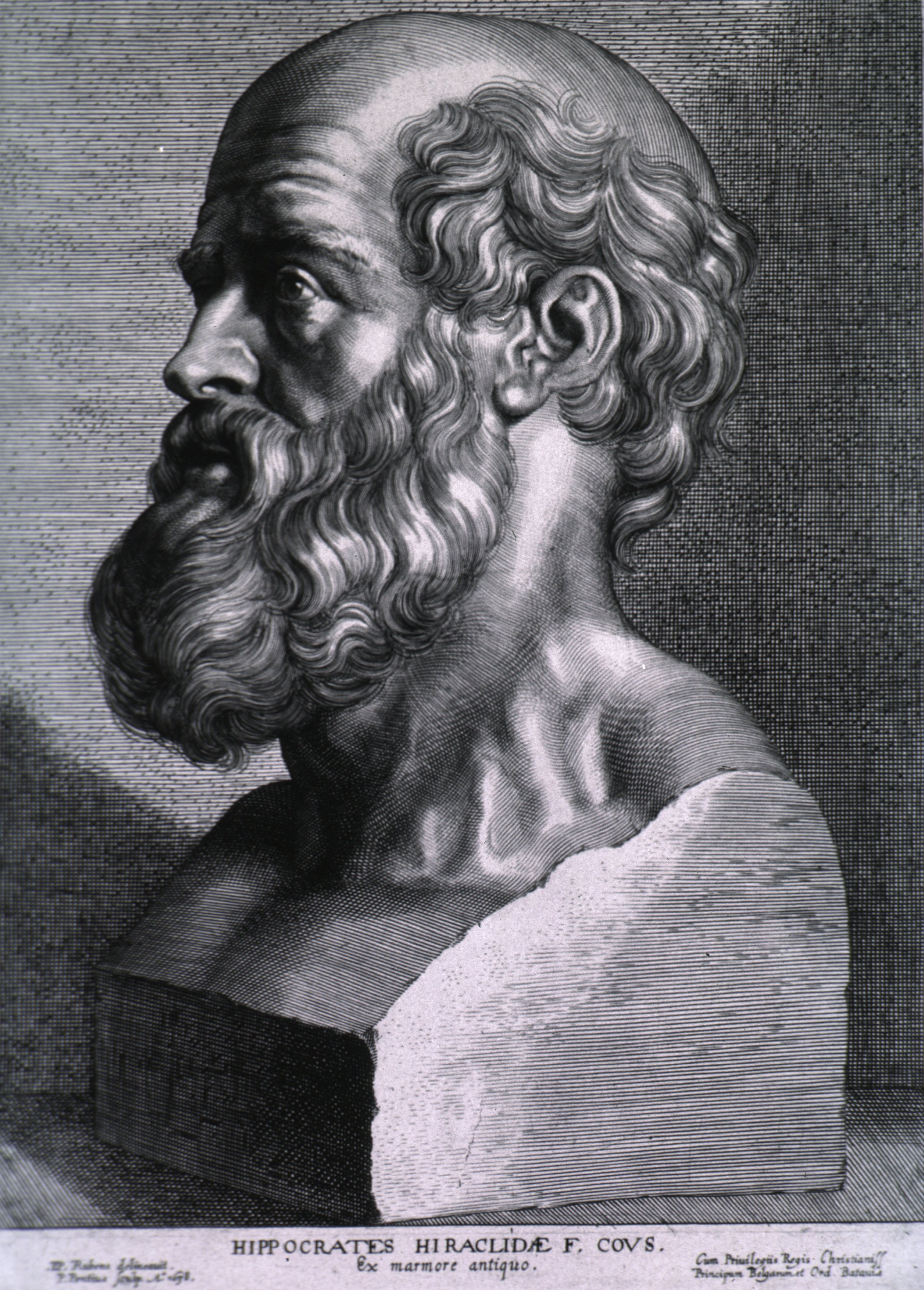
Hippocrate, gravură de Peter Paul Rubens, 1638

Aristotel susține că Hippocrate a fost cunoscut ca „Marele Hippocrate”. Preocupat de caracterul său, Hippocrate a fost la început prezentat ca „binevoitor, vrednic, medic al țării de baștină”, iar mai apoi ca „sever și respingător”. Este în mod cert considerat înțelept și foarte practic. Francis Adams⁠(d) îl descrie ca fiind „întocmai medicul experienței și al simțului comun.”
Imaginea sa de doctor înțelept și experimentat este consolidată de busturile sale, care poartă o barbă mare pe o față zbârcită. Mulți medici ai timpului își purtau părul în stilul lui Jove și Asclepios. Așadar, busturile lui Hippocrate care au fost găsit ar putea fi doar versiuni modificate ale acestor zeități. Hippocrate și convingerile pe care le-a personificat sunt considerate idealuri medicale. Fielding Garrison, autoritate în istoria medicală, a declarat, „Este, mai presus de toate, exemplu de atitudine flexibilă, critică și echilibrată a minții, întotdeauna atent la sursele de eroare, ceea ce este întocmai esența spiritului științific.” „Personalitatea sa... rămâne pentru toate timpurile cea a medicului ideal”, potrivit A Short History of Medicine, inspirând meseria medicală de la moartea sa.

### Legende
Călătoriile lui Sir John Mandeville relatează (greșit) că Hippocrate a fost conducător al insulelor „Kos și Lango” [sic], și narează o legendă despre fiica lui Hippocrate. Aceasta a fost transformată într-un dragon cu o lungime de o sută de picioare de către zeița Diana, și este dama unui conac la un castel vechi. Apare de trei ori pe an și se va transforma înapoi în femeie dacă un cavaler o sărută, cavalerul devenind soțul său și lider al insulelor. Diferiți cavaleri încearcă, dar fug când văd hidosul dragon; ei mor la scurt timp după. Aceasta este o versiune a legendei Melusinei.

## Genealogie
Genealogia legendară a lui Hippocrate îi fixează originile paterne direct până la Asklepius și originile materne până la Heracle. Potrivit Chiliadelor lui Tzetzes, ahnentafelul⁠(d) lui Hippocrate al II-lea este următorul:

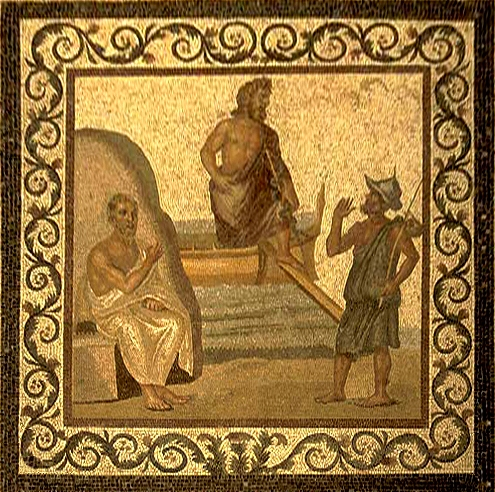
Mozaic cu Hippocrate pe podeaua templului de vindecare (Ascelepeion) din Kos, cu Asclepios la mijloc, secolele 2-3

1. Hippocrate al II-lea. „Părintele medicinei”

2. Heraclide

4. Hippocrate I.

8. Gnosidicus

16. Nebrus

32. Sostratus III-lea.

64. Theodorus II-lea.

128. Sostratus, II-lea.

256. Thedorus

512. Cleomyttades

1024. Crisamis

2048. Dardanus

4096. Sostratus

8192. Hippolochus

16384. Podalirius

32768. Asclepios

## Omonime

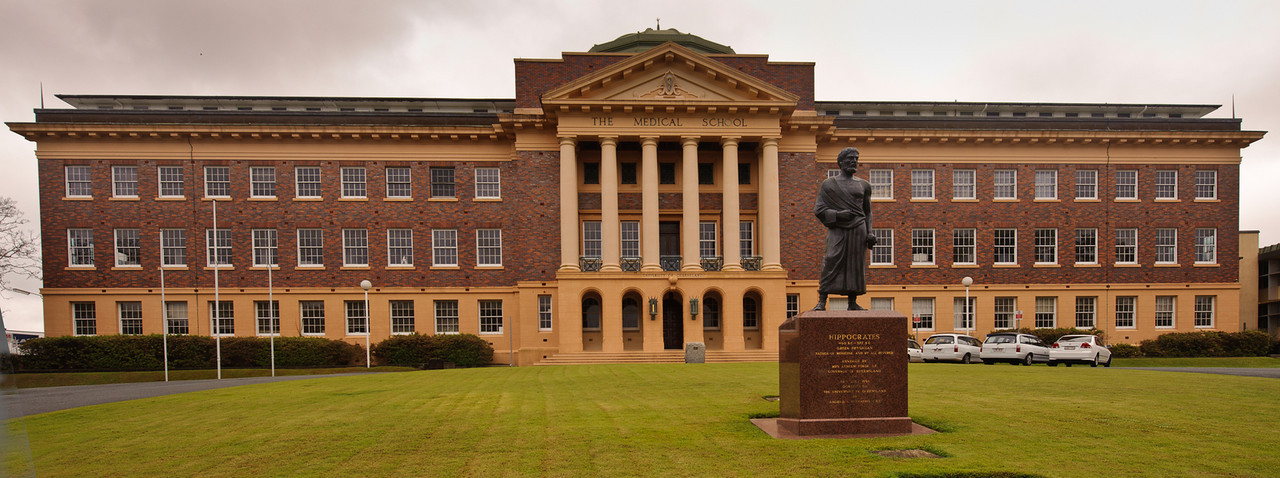
Statuia lui Hippocrate în fața Școlii Medicale Mayne din Brisbane

Unele semne și simptome clinice au fost numite după Hippocrate întrucât se consideră că el este prima persoană care le-a descris. Fața hipocratică este o schimbare produsă în înfățișare de către moarte sau boală lungă, evacuări excesive, foame excesivă și situații asemănătoare. Degetele în formă de ceas (clubbing), o diformitate a degetelor și a unghiilor, sunt de asemenea cunoscute ca degete hipocratice. Banca hipocratică (instrument care folosește încordarea mușchilor ca ajutor pentru aranjarea oaselor) și bandajul mitra lui Hippocrate sunt două instrumente numite după Hippocrate. Corpusul Hipocratic și Jurământul lui Hippocrate sunt de asemenea omonime. Despre băutura hypocras (vin condimentat) de asemenea se crede că a fost inventată de Hippocrate. Risus sardonicus, un spasm continuu al mușchilor feței poate fi de asemenea numit Zâmbet Hipocratic. Cea mai severă formă de pierdere a părului și chelie este numită formă hipocratică.
În epoca modernă, un crater lunar a fost numit Hippocrate. Muzeul Hipocratic, muzeu de pe insula grecească Kos este dedicată lui. Proiectul Hippocrate este un program al Centrului Medical de la New York University de dezvoltare a educației prin utilizarea tehnologiei. Proiectul Hippocrate (acronim al „HIgh PerfOrmance Computing for Robot-AssisTEd Surgery”) este o încercare a Carnegie Mellon School of Computer Science⁠(d) și Shadyside Medical Center de „a dezvolta tehnologii de planificare avansată, simulare și execuție pentru următoarea generație de roboți chirurgicali asistați de computer.”

## Legături externe
- Colecția Hippocrate în engleză la One More Library
- Lucrări de Hippocrate la LibriVox (cărți audio aflate în domeniul public)
- Hippocrate la Internet Encyclopedia of Philosophy
- Lucrări de sau despre Hippocrate în biblioteci (catalog WorldCat)